# Districte de Romorantin-Lanthenay
El districte de Romorantin-Lanthenay és un dels tres districtes amb què es divideix el departament francès del Loir i Cher a la regió del Centre-Vall del Loira. Té 8 cantons i 63 municipis. El cap del districte és la sotsprefectura de Romorantin-Lanthenay

## Cantons
cantó de Lamotte-Beuvron - cantó de Mennetou-sur-Cher - cantó de Neung-sur-Beuvron - cantó de Romorantin-Lanthenay-Nord - cantó de Romorantin-Lanthenay-Sud - cantó de Saint-Aignan- cantó de Salbris - cantó de Selles-sur-Cher

## Demografia
| A partir de 1990 : Població sense dobles comptes |